# 太陽系外行星百科
太陽系外行星百科是一個天文學網站，由在法國巴黎的默東天文臺任職的天文學家讓·史奈德於1995年成立，該網站建制了完整的已知的以及尚待確認的系外行星。該網站頻繁地依據會議或期刊所發佈的最新數據更新網站資料。
在該網站中，每顆行星均以一個單獨的頁面刊載其基本數據，並附上了其母星的資料，如距離、光譜類型、視星等、質量、半徑、發現年份、半長軸、公轉週期、傾角等屬性，並註明引用來源。該網站提供了多種語言版本，包含英文、法文、德文、西班牙文、葡萄牙文、義大利文、波蘭文、波斯文。
由於天文學界對行星、棕矮星的定義尚無定論，也未能確認兩者之間的明確的分野，且天文學對遠方天體的質量計算時常存在不小的誤差，該百科遂決定將收錄的候選行星質量範圍向上擴展。截至2011年6月，該網站的目標是收錄25倍木星質量以下的清單，而較早前的目標是收錄20倍木星質量以下。假若錄入的星體後來被證實不為系外行星，則會從清單中撤銷。
太陽系外行星百科是一個受信賴的行星清單，論文、大眾媒體以及SIMBAD皆以該百科網站作為參考來源。